# Lía Rovira
Lía Rovira Cuartero (Peñíscola, Castellón; 17 de noviembre de 2000) es una ex gimnasta rítmica española que fue componente de la selección nacional de gimnasia rítmica de España en modalidad de conjuntos.

## Biografía deportiva

### Inicios
Se inició en la gimnasia rítmica en el Club Mabel de Benicarló. Su primer Campeonato Nacional Base Individual fue en Benidorm en 2012, participando en categoría infantil con mazas y proclamándose subcampeona de España. Ya como sénior, en 2013 se proclamó campeona de España por conjuntos en Granada y fue 4.ª por equipos en el Campeonato de España Individual, Clubes y Autonomías en Valladolid. Ese mismo año acudió por primera vez a varias concentraciones realizadas en el CEARD de León. En el Campeonato de España Individual, Clubes y Autonomías celebrado en Granada en 2014 logró la 5.ª posición por equipos y se clasificó entre las 10 mejores gimnastas en la categoría júnior individual.

### Etapa en la selección nacional

#### 2014 - 2016: etapa en el conjunto júnior
Entró al conjunto júnior nacional en octubre de 2014, pasando a entrenar a las órdenes de Ana María Pelaz en el CAR de Madrid. Durante la temporada acudieron a varias exhibiciones. El 6 de diciembre en Arganda estrenaron el ejercicio de 5 pelotas con el que competirían al año siguiente. También se exhibieron en el Campeonato de España de Conjuntos de Zaragoza y en el homenaje a Sara Bayón en Palencia. 
En febrero de 2015 el conjunto júnior debutó en competición en el Torneo Internacional Miss Valentine celebrado en Tartu (Estonia), donde consiguieron la 4.ª posición en la clasificación general y la 7.ª en la final por aparatos (5 pelotas). En marzo realizaron exhibiciones tanto en el Torneo Internacional Ciudad de Barcelona como en el Campeonato de España de Gimnasia Rítmica para Personas con Discapacidad Intelectual en Vera. A finales de marzo compitieron en el Torneo Internacional de Lisboa (Portugal), donde consiguieron nuevamente la 4.ª plaza en la clasificación general, además de colgarse la medalla de bronce en la final por aparatos. En abril realizaron una exhibición en la Copa de la Reina en Guadalajara. A comienzos de mayo disputaron el Campeonato Europeo de Minsk, donde finalizaron en 9.ª posición de la clasificación general. A finales de octubre realizaron una exhibición en el Torneo de Barajas. El conjunto júnior estuvo formado este año por Lía, Victoria Cuadrillero, Clara Esquerdo, Ana Gayán, Alba Polo y Alba Sárrias.
El 23 de julio de 2016, Lía realizó dos exhibiciones junto al conjunto español júnior en la Gala 20.º Aniversario de la Medalla de Oro en Atlanta '96, celebrada en Badajoz. Posteriormente, en septiembre el conjunto realizó exhibiciones durante la Semana Europea del Deporte celebrada en la Plaza de Colón de Madrid y en el acto Glamour Sport Summit en Madrid, y en octubre, en las jornadas de puertas abiertas del CAR de Madrid y en el Torneo Internacional Ciudad de Tarragona.

#### 2017 - 2019: etapa en el conjunto sénior
Para 2017 pasó a ser gimnasta titular del conjunto español sénior a las órdenes de Anna Baranova y Sara Bayón. Este año sería titular por lo general en el ejercicio de 5 aros, mientras que en el de 3 pelotas y 2 cuerdas sería suplente. El 25 de marzo tuvo lugar su debut como titular del conjunto en el Grand Prix de Thiais. En esta competición el equipo fue 8.º en la general y 4.º en la final de 3 pelotas y 2 cuerdas. En el mes de abril disputaron la prueba de la Copa del Mundo de Pésaro (18.º puesto en la general), la prueba de la Copa del Mundo de Taskent (9.º puesto en la general y 6.º puesto en la final de pelotas y cuerdas), y la prueba de la Copa del Mundo de Bakú (7.ª posición en la general, 7.ª en la final de 5 aros y 5.ª en la final de cuerdas y pelotas). El 14 de mayo Rovira logró su primera medalla oficial internacional, al obtener el bronce en 5 aros en la Copa del Mundo de Portimão. En la general el equipo fue 4.º, misma posición que logró en la final de 3 pelotas y 2 cuerdas. El conjunto estaba integrado por Lía, Mónica Alonso, Victoria Cuadrillero, Clara Esquerdo, Ana Gayán y Sara Salarrullana. Desde la Copa del Mundo de Guadalajara el equipo español estuvo formado por Lía, Mónica Alonso, Victoria Cuadrillero, Clara Esquerdo, Ana Gayán y Alba Polo. En la clasificación general finalizaron en 6.ª posición y en la final del ejercicio mixto de cuerdas y pelotas terminaron en la 8.ª. Del 11 al 13 de agosto participaron en la última Copa del Mundo antes del Mundial, celebrada en Kazán (Rusia). Allí, el equipo consiguió la 5.ª posición en la clasificación general y la 8.ª posición en la final de 5 aros y del ejercicio mixto.El 2 de septiembre las componentes del conjunto disputaron el Mundial de Pésaro, su primer Campeonato del Mundo. En el ejercicio mixto obtuvieron una nota de 16,150, y en el de 5 aros de 14,500 tras dos caídas de aparato, lo que hizo que se colocaran en el 15.º puesto en la general y que no pudieran clasificarse para ninguna final por aparatos.
En marzo de 2018 el conjunto inició la temporada en el Trofeo Ciudad de Desio, disputando un encuentro bilateral con Italia en el que obtuvo la plata. Una lesión de Clara Esquerdo en el pie a mediados de marzo provocó que el conjunto no pudiera participar en el Grand Prix de Thiais. Posteriormente disputó la Copa del Mundo de Sofía, ocupando el 10.º puesto en la general, mientras que en mayo, en la Copa del Mundo de Guadalajara ocuparon la 10.ª plaza en la general y la 6.ª en la final de 3 pelotas y 2 cuerdas.

### Retirada de la gimnasia
El 29 de mayo de 2019 la RFEG anunció oficialmente su retirada de la competición junto a la de las gimnastas Mónica Alonso y Tania Kaute.

## Música de los ejercicios
| Año                    | Aparatos                                                                                            | Música |
| ---------------------- | --------------------------------------------------------------------------------------------------- | --- |
| 2016 (Conjunto júnior) | Ejercicio de exhibición (6 aros) en Gala 20.º Aniversario de la Medalla de Oro en Atlanta '96       | Medley de varias canciones pertenecientes a musicales norteamericanos, principalmente «America», compuesta por Leonard Bernstein e incluida en West Side Story, o «I Got Rhythm» y «Embraceable You», temas creados por George Gershwin y que aparecieron en la banda sonora de Un americano en París. |
| 2016 (Conjunto júnior) | Ejercicio de exhibición (Manos libres) en Gala 20.º Aniversario de la Medalla de Oro en Atlanta '96 | «Canción del toreador» de la ópera Carmen de Georges Bizet. |
| 2017                   | 5 aros                                                                                              | «Torn (Redux)» de Nathan Lanier, perteneciente a la banda sonora de High Strung. |
| 2017                   | 3 pelotas y 2 cuerdas                                                                               | Medley de los temas «Agua que va a caer» y «Oriza» de Ismael Rivera y Rafael Cortijo, «Aquí el que baila gana» de Fania All-Stars y «Para gozar» de Samba Squad. |
| 2018                   | 5 aros                                                                                              | «Final y "A ciegas"», interpretada por Miguel Poveda y compuesta por Alberto Iglesias para la banda sonora de Los abrazos rotos. |
| 2018                   | 3 pelotas y 2 cuerdas                                                                               | «Kairos» de Derek Hough y Lindsey Stirling. |

## Palmarés deportivo

### Selección española
| 2015 - Torneo Internacional Miss Valentine de Tartu 4.º puesto en concurso general 7.º puesto en 5 pelotas - Torneo Internacional de Lisboa 4.º puesto en concurso general Bronce en 5 pelotas - Campeonato de Europa de Minsk 9.º puesto en concurso general (calificación) 2017 - Grand Prix de Thiais 8.º puesto en concurso general 4.º puesto en 3 pelotas y 2 cuerdas - Prueba de la Copa del Mundo en Pésaro 18.º puesto en concurso general - Prueba de la Copa del Mundo en Taskent 9.º puesto en concurso general 6.º puesto en 3 pelotas y 2 cuerdas - Prueba de la Copa del Mundo en Bakú 7.º puesto en concurso general 7.º puesto en 5 aros 5.º puesto en 3 pelotas y 2 cuerdas | 2017 (continuación) - Prueba de la Copa del Mundo en Portimão 4.º puesto en concurso general Bronce en 5 aros 4.º puesto en 3 pelotas y 2 cuerdas - Prueba de la Copa del Mundo en Guadalajara 6.º puesto en concurso general 8.º puesto en 3 pelotas y 2 cuerdas - Prueba de la Copa del Mundo en Kazán 5.º puesto en concurso general 8.º puesto en 5 aros 8.º puesto en 3 pelotas y 2 cuerdas - Campeonato del Mundo de Pésaro 15.º puesto en concurso general 2018 - Trofeo Ciudad de Desio / Encuentro bilateral Italia - España Plata en concurso general - Prueba de la Copa del Mundo en Sofía 10.º puesto en concurso general - Prueba de la Copa del Mundo en Guadalajara 10.º puesto en concurso general 6.º puesto en 3 pelotas y 2 cuerdas |

## Filmografía

### Publicidad
- Anuncio de televisión para Joma, entonces patrocinador del COE (2015).[8]
- Anuncio de televisión para Divina Pastora Seguros, entonces patrocinador de la RFEG, de la campaña «Corre. Vuela. No te detengas» (2015).